# 豫鄂皖邊區第四次圍剿
豫鄂皖邊區第四次圍剿，為中國第一次國共內戰時期，蔣中正所領導的國民政府對實力日益壯大的中國共產黨發動大規模軍事圍剿。主要目標是中國共產黨位於豫鄂皖三省邊境的「鄂豫皖革命根據地」（簡稱「鄂豫皖蘇區」）。時間發生於1932年夏季至秋季期間。此次紅軍因張國燾戰略指導上的錯誤而失敗。

## 戰役名稱
中華民國方面，官方稱之為「豫鄂皖邊區圍剿」或「豫鄂皖三省邊區圍剿」，並未明確劃分次數，僅分前後兩個階段，視本次為第二階段的圍剿；中華人民共和國方面，官方稱之為「鄂豫皖蘇區第四次反圍剿」或「鄂豫皖革命根據地第四次反圍剿」，或稱「紅四方面軍轉移之戰」。

## 時代背景

### 國府方面
1932年春，中、日間發生一二八淞滬作戰，國民政府集結大軍於吳淞、上海一帶抵抗日軍。停戰後，蔣中正有鑑於中共趁全國上下抵抗日本軍閥侵華時，擴展「蘇區」，組織「中華蘇維埃共和國」，造成社會人心惶惶，決定徹底剿共，制定「攘外必先安內」的國策，以剿共治標，建設治本。一方面壓制全國各地的反蔣浪潮及抗日愛國行動，一方面策劃各路部隊，準備再次對鄂豫皖革命根據地進行大規模的圍剿。

### 中共方面
中共擊敗國民政府對鄂豫皖邊區的數次圍剿後，士氣高昂，滿懷勝利的信心。利用中、日淞滬抗戰時機，積極於各地組織各級蘇維埃政府，以「爭取一省數省之首先勝利」。並於1932年春在江西瑞金成立「蘇維埃臨時中央政府」，準備奪取政權。而此時鄂豫皖軍委主席張國燾因被勝利沖昏了頭，錯估形勢，高估紅軍實力，推行王明的冒險主義政策，一味堅持奪取中心城市、包圍武漢的進攻戰略，對於國民政府優勢兵力的進攻態勢，完全不作任何反圍剿的準備。

## 參戰部隊

### 國民革命軍方面
1932年5月24日，國民政府特任軍事委員會委員長蔣中正為豫鄂皖三省剿匪總司令，李濟深為副總司令，曹浩森任參謀長，國民革命軍（以下簡稱國軍）參戰部隊如下：
- 右路軍方面：
  - 右路軍司令官李濟深（兼任）、副司令官王均，下轄第一、第二、第三縱隊及預備隊
    - 第一縱隊指揮官徐庭瑤，轄第4師（師長徐庭瑤）、獨立第40旅（旅長宋世科）
    - 第二縱隊指揮官曾萬鍾，轄第7師（師長王均（兼任））、第12師（師長曾萬鍾）
    - 第三縱隊指揮官梁冠英，轄第25路軍（軍長梁冠英）、第1師（師長胡宗南）
    - 預備隊指揮官阮肇南，轄第46師（師長范熙績）、第55師（師長阮肇昌）、第57師（師長岳盛宣）

- 中路軍方面：
  - 中路軍司令官蔣中正（兼任）、副司令官劉峙，下轄第一、第二、第三、第四、第五、第六縱隊及預備隊
    - 第一縱隊指揮官張鈁，轄第45師（師長戴民權）、第75師（師長宋天才）、第76師（師長張鈁）及新編第20師（師長郜子舉）
    - 第二縱隊指揮官陳繼承，轄第2師（師長黃杰）、第3師（師長李玉堂）、第80師（師長李思愬）、第58師（師長陳耀漢）及騎兵第13旅、騎兵第15旅
    - 第三縱隊指揮官馬鴻逵，轄第35師（師長馬騰蛟）及騎兵第3旅
    - 第四縱隊指揮官張印湘，轄第31師（師長張印湘）、第33師（師長不詳）及第2路特務旅
    - 第五縱隊指揮官上官雲相，轄第47師（師長上官雲相）、第52師（師長郝夢齡）
    - 第六縱隊指揮官衛立煌，轄第10師（師長李默庵）、第83師（師長蔣伏生）
    - 預備隊指揮官錢大鈞，轄第88師（師長俞濟時）、第89師（師長湯伯恩）

- 左路軍方面：
  - 左路軍司令官何成濬（兼任）、副司令官徐源泉，下轄第一、第二、第三、第四縱隊、長江上游剿匪部隊及預備隊
    - 第一縱隊指揮官萬耀煌，轄第13師（師長萬耀煌）
    - 第二縱隊指揮官蕭之楚，轄第44師（師長蕭之楚）
    - 第三縱隊指揮官張振漢，轄第41師（師長張振漢）
    - 第四縱隊指揮官劉培緒，轄第48師（師長劉培緒）及獨立第37旅（旅長劉培緒）
    - 長江上游剿匪總指揮王陵基，轄第1路（司令郭勳）、第2路（司令張邦本）、剿匪第5旅（旅長劉光渝）、剿匪第1支隊（支隊長吳錦堂）、施鶴七屬第二路（司令張傑）、第1團（團長楊勤安）、第2團（團長佟毅）、第3團（團長趙元吉）及新編第7旅（旅長李宗鑑）
    - 預備隊，轄第10軍特務團、第41師之孟團、第82師之一部、第34師之一部、鄂北保安第一團、新編第三旅之一部

- 空軍方面：
  - 航空第一隊（駐合肥，屬右路軍指揮）
  - 航空第四隊（駐武昌，由總司令部直接指揮）
  - 航空第五隊（駐信陽，由總司令部直接指揮）
  - 航空第六隊（駐漢口，屬左路軍指揮）
  - 航空第七隊（駐蚌埠，由總司令部直接指揮）

以上總計共有步兵28個師、4個旅，騎兵3個旅，及湖北省地區保安團隊若干，總兵力約30萬人。
作戰方針制定為依堵剿、進剿、清剿、追剿之順序，按期奮進，自立於主動地位，不受紅軍之牽制。俱體戰略為：首先進攻平漢路以東，潢川麻城之線以西地區，以黃安七里坪新集為進剿目標，以達到將紅四方面軍驅逐出鄂豫皖邊境。進剿部隊到達目地後，暫在潢川麻城羅田之線集結整理，以兩師兵力，由水路移至安慶上路，大舉東西夾擊，將紅軍壓迫至長江北岸，聚而殲之。

### 中國工農紅軍方面
中國工農紅軍（以下簡稱紅軍）由紅四方面軍應戰，另有賀龍等部隊，各參戰部隊如下：
- 第四方面軍方面
  - 第四方面軍總指揮徐向前，下轄第4軍、第25軍、第9軍
    - 第4軍軍長徐向前，轄第10師（師長王宏坤）、第11師（師長倪志亮）、第12師（師長陈赓）、第13師
    - 第25軍軍長鄺繼勳（一說蔡申熙），轄第73師、第75師（師長廖榮坤）
    - 第9軍軍長蔡申熙，轄第25師、第26師、第27師
- 第二軍團方面
  - 第二軍團總指揮賀龍，下轄第2軍及若干部隊
    - 第2軍軍長賀龍，轄第7師（師長王一鳴）、第8師（師長段玉林）、第9師（師長段德昌）
    - 警衛師（師長湯慕涇，一說唐慕虞）
    - 赤衛隊
- 湘鄂贛軍區方面
  - 鄂贛軍區總指揮孔荷寵，下轄第16軍及若干部隊
    - 第16軍軍長孔荷寵，轄第7師（師長邵元謨，一說高詠生）、第8師（師長邱留，一說張侍）、第9師（師長喻根）
    - 獨立第1師
    - 獨立第2師（師長邱中平）
    - 獨立第3師（師長葉金波）
    - 赤衛隊

以上總計共有5個軍、23個師，總兵力約3萬餘人，分散在豫南、鄂東、鄂中、皖西一帶。

## 戰役過程
1932年6月，蔣中正親任總司令的豫鄂皖三省剿匪總司令，組織30餘萬大軍對鄂豫皖蘇區的第四次圍剿。其中路軍司令部設信陽（後移廣水），其右路軍司令部設六安，企圖以重兵迫紅軍于長江沿岸而殲滅之。這時，中國共產黨鄂豫皖蘇區中央分局書記兼鄂豫皖革命軍事委員會主席張國燾，因被紅四方面軍剛剛取得的4次進攻戰役的勝利衝昏了頭，面對國軍即將到來的大規模圍剿，完全不作準備，認為圍剿已被根本打破，蔣中正親自指揮的第四次圍剿不堪紅軍一擊，因而多次拒絕停止進攻作戰轉入反圍剿準備的建議，命令紅軍向平漢鐵路信陽至廣水段出擊，後又令紅軍南下奪取麻城，企圖實現「會師武漢」的計劃。這時紅四方面軍總指揮徐向前等主張停止進攻作戰，將紅軍主力集於有利地區，養精銳，以逸待勞進一步鞏固蘇區，準備以對付國軍的圍剿，但不被張國燾接受。
8月初，張國燾再次命令紅軍猛攻麻城，仍未克，雙方逐形成對峙狀態。這時，蔣中正見其他各路進攻蘇區的部隊，一直未遭到有力地反擊，遂改變了步步為營，穩紮穩打的戰術，於8月7日下令總攻，國軍開始大舉進攻，乘虛深入蘇區中心區域，佔領了紅安、七裏坪。張國燾命令紅軍從麻城撤圍，迎擊國軍主力。已苦戰月餘的紅軍，在馮秀驛、七裏坪地區堵截國軍精銳部隊，經頑強苦戰，雖重創敵軍，但自身傷亡嚴重。此後，紅軍與敵在新集以北滸灣地區苦戰5晝夜，遭敵三面包圍，被迫撤離豫東南，轉移至黃安。10月8日，紅四方面軍主力抵達黃安城以西河口地區，與國軍第1、第88師各一部遭遇。次日國軍第2、第3縱隊等部從東、南、北3面逼近。國軍三面包圍黃安。此時，張國燾認為紅軍在蘇區內戰鬥已無勝利希望，於10日在黃柴畈召開緊急會議，決定紅軍主力轉到外線。會後，率紅四方面軍主力退出鄂豫皖蘇區。

## 原因
國軍成功的原因：
1. 指揮統一，計劃縝密，行動協調。
2. 針對三省之特殊政情及主會環境，施行「三分軍事，七分軍事」之戰略。
3. 海、空軍對陸軍之支授尚適切，故收效亦宏。
4. 戰區戰略上採取全面包圍，戰術上則穩紮穩打，遂點推進。

## 後續
紅四方面軍主力離開根據地西進後，國軍繼續以15個師2個旅的兵力對鄂豫皖蘇區進行分區清剿。

## 外部連結
- 劉峙：豫鄂皖邊區剿匪之役 （页面存档备份，存于）
- 萬耀煌：豫鄂皖邊區剿匪與國難 （页面存档备份，存于）